# Ansacq
Ansacq é uma comuna francesa na região administrativa de Altos da França, no departamento de Oise. Estende-se por uma área de 8,4 km². Em 2010 a comuna tinha 283 habitantes (densidade: 33,7 hab./km²).